# Abdij van Clairlieu
De Abdij van Clairlieu is een voormalige abdij van de cisterciënzers, gelegen in de Franse gemeente van Villers-lès-Nancy in het departement Meurthe-et-Moselle.

## Geschiedenis
De monniken waren oorspronkelijk gehuisvest in Ferrières, een plaats waar aan ijzerontginning werd gedaan. Hun voornaamste activiteit was de ontginning van ijzer voor huishoudelijk gebruik. De gronden werden echter betwist tussen de hertog van Lotharingen en de graaf van Vaudémont. 
Op 1 mei 1159 schonk Mattheus, hertog van Lotharingen een stuk grond, genaamd Amerleu aan abt Widric en zijn 12 monniken. Zij gaven het de naam Clairlieu en vestigden er zich in 1164.
Enerzijds zijn de monniken uit Ferrières vertrokken om economische reden. In de regio was er zware concurrentie. Anderzijds waren er ook politieke twisten rondom hun vestiging. De monniken veranderden van suzerein; ze verlieten met name de graaf van Vaudémont ten voordele van de hertog van Lotharingen, twee tegenstanders.
De bouw van de Abdij van Clairlieu ving aan in het jaar 1160 aan de rand van het woud van Haye. De monniken ontbosten het terrein en bouwden er een kerk. De totale bouw van het complex zou duren tot het begin van de 13e eeuw. Archeologische opgravingen suggereren dat de omgeving reeds gekend en ontgonnen werd in de Romeinse periode. Er was zelfs reeds een vorm van ijzerontginning aanwezig.
De grote openheid naar de lekengelovigen en een versoepeling van de observantie van de monastieke regel gingen vooraf aan de oorlogen en problemen allerhande in de Late Middeleeuwen en de 16e eeuw. Ze zouden een doorstart bemoeilijken. De abdij werd zeer zwaar beschadigd in diverse oorlogen en werd zo goed als identiek herbouwd vanaf 1485.
Een vernieuwingspoging in de 17e eeuw zou uitmonden in een mislukking. Toch werd er in 1709 een slaapzaal gebouwd op de bovenverdieping van het complex.
De verarmde abdij werd gesloten en vernietigd in 1791, zoals vele Franse abdijen in die periode. Net voor de afbraak zou de architect Poirot over de locatie schrijven: "alle gebouwen zijn zeer oud en een groot deel is een erbarmelijke staat, net zoals de ringmuur".

## Beschrijving
De kerk mat in totaal 46 meter, wat een gemiddelde lengte was voor deze periode. Ze is van het cisterciënzer-type met een plat chevet en drie beuken. De kerk was oostwestelijk georiënteerd. Het koor is afgescheiden en een 50 cm hoger dan de transept. Aan elke kant bevinden zich twee zijkapellen (vier kapellen in totaal).
In het middenschip bevonden zich het koorgestoelte van de monniken. Deze waren lagergelegen dan de transept.
De rechthoekig kloostergang mat 20 bij 21 meter. Hier rondom lagen de diverse monastieke gebouwen. De kloostergang telde vermoedelijk primitieve pilaren en vier grote hoeksteunen. Het geheel weer volledig gerenoveerd in de 17e en 18e eeuw.
Op de lange zijde van de monastieke gebouwen lag de kapittelzaal en hierboven het dormitorium. Aan de noordzijde was het refectorium gelegen, de enige verwarmde ruimte van de abdij. Ze werd heraangekleed als keuken in de 15e en 18e eeuw met de bouw van een monumentale schouw.
Achter het refectorium bevonden zich de latrines, aangesloten op een afwatering. Het water kwam rechtstreeks van het beekje de Sance.
Meer naar het noorden bevonden zich de tuinen, de bijgebouwen en de ateliers. Deze zijn nog niet opgegraven.

## De opgravingen

Plan van de ruïnes van de abdij van Clairlieu

De archeologische opgravingen door Etienne Louis en professor Pierre Pégeot vonden plaats tussen 1980 en 1988. Bij de aanvang van opgravingen waren alle grondvesten begraven.
Van het ganse complex is slechts een gedeelte effectief opgegraven, met name het chevet, de transept en de eerste twee traveeën van het schip, de kapittelzaal en het refectorium. Dankzij de opgravingen heeft men de ligging van de abdij kunnen bepalen, zonder ze echter in zijn geheel bloot te leggen. De abdij is sinds zijn stichting tot aan zijn afbraak weinig veranderd, waardoor eenvoudig een plan kon worden getekend.